# Clavaria afrolutea
Clavaria afrolutea är en svampart som beskrevs av P. Roberts 1999. Clavaria afrolutea ingår i släktet Clavaria och familjen fingersvampar.   Inga underarter finns listade i Catalogue of Life.